# ابلوار
ابلوار (به لاتین: Abelvær) در نروژ است که در Nærøy واقع شده‌است.

## خصوصیات
ابلوار ۶ متر بالاتر از سطح دریا واقع شده‌است.